# خانه میرفخرایی
خانهٔ میرفخرایی خانه‌ای مربوط به دورهٔ قاجار است و در تفرش، محلهٔ «آب دکان» تفرش واقع شده‌است. این اثر در تاریخ ۱۹ اسفند ۱۳۸۰، با شمارهٔ ثبت ۴۸۷۷، به‌عنوان یکی از آثار ملی ایران به ثبت رسیده‌است.